# Hotel Polonia Palast w Łodzi
Hotel Pałac Polonia ** – dawny hotel w Łodzi położony przy ulicy Narutowicza 38.

## Historia
Hotel Pałac Polonia powstał w latach 1910 – 1912, przy ówczesnym skrzyżowaniu ulic Dzielnej i Widzewskiej. Pomysł na jego wybudowanie dała rodzina Dobrzyńskich. Fasadę hotelu projektował Rudolf Koloch z Wrocławia.
Elewacje miały formę klasycyzującą z ryzalitami żłobkowanych półkolumn. Na nich stanęły alegoryczne postacie kobiet w antycznych strojach. 
Budynek był bardzo nowoczesny, posiadał bowiem centralne ogrzewanie, światło elektryczne, najnowszej konstrukcji windę, pralnię chemiczno-elektryczną, telefony, bieżącą wodę i bogate wyposażenie. Po I wojnie światowej właścicielami hotelu byli bracia Leopold Dobrzyński i Maurycy Dobrzyński. W latach 20. XX wieku, podczas remontu generalnego, zmieniono nazwę na Polonia – Palast. W 1939 znów zmieniono nazwę, tym razem na Polonia. Po II wojnie światowej budynek zajęła Armia Czerwona i urządziła w nim szpital wojskowy. 
W styczniu 1946 oddano go władzom miasta, które podporządkowały go przedsiębiorstwu Hotele Miejskie. Budynek poddano całkowitemu remontowi w latach 1969 – 1972. Utworzono podcienia wzdłuż elewacji gmachu oraz rozszerzono skrzyżowanie ul. J. Kilińskiego i G. Narutowicza. 
W 2009 zakończono remont generalny. Odnowiono elewację i wnętrza budynku. Poza przywróceniem dawnego wyglądu, postanowiono wrócić do nazwy Polonia Palast. 10 lat później zmieniono nazwę na Pałac Polonia.
W 2019 rozpoczął się remont w celu podniesienia standardu hotelu, jednak wyniku zmniejszenia zapotrzebowania na usługi hotelowe podczas pandemii COVID-19, właściciel przebudował wnętrza na mieszkania. Powstały w ten sposób blok mieszkalny nosi nazwę Polonia Residence.   
Budynek wpisany jest do rejestru zabytków pod numerem A/352 z 31.03.1994.